# 木下康太郎
木下 康太郎（きのした こうたろう、1985年9月6日 - ）は、フジテレビの元アナウンサー、記者。

## 来歴・人物
神奈川県出身。
小学校時代を横浜市の本牧で過ごし、小学生時代はサッカー、中学生時代は野球部所属。高校時代はアメリカのコネチカット州にあるSuffield Academy（サフィールド・アカデミー）という全寮制の高校で過ごした。そのため英語が得意で、TOEIC935点を取得している。他に漢字検定2級・ニュース検定2級も所持。
2005年10月、上智大学比較文化学部比較文化学科（現・国際教養学部国際教養学科）に入学。国際教養学部には同時期にクリスタルケイや青山テルマ、Beniが在籍していた。
2010年3月、同大学同学科を卒業。10月入学のため大学在学3年半で卒業もできたが、のんびりと1年遅らせれば良いと考え、大学を遅らせ、4年半掛けて卒業した。大学在学中はサッカー部に所属。大学4年の時に、2008年度ミスターソフィアコンテストに出場したもののタイトルは獲得していない。
2010年4月にフジテレビにアナウンサーとして入社。同年10月5日から2018年3月まで『情報プレゼンター とくダネ!』に出演した。その後、2018年4月から『直撃LIVE グッディ!』でフィールドキャスターを担当している。
同期入社は谷岡慎一、山﨑夕貴、細貝沙羅（人事部へ異動）。
かつて『めざましどようび』で共演していた高見侑里と仲が良く、高見から「きのぴー」と言う愛称で呼ばれている。
2023年10月まで『日曜報道 THE PRIME』で共演していた梅津弥英子とは『とくダネ!』の時から長年共演していた。
フジテレビ『バイキング』に夏季休暇を取得した榎並大二郎の代役で出演した際、坂上忍から「緊張すると、早口になる癖が有る」と暴露された。
2022年7月1日からニュース総局報道局社会部の記者を兼務する
兼 ニュース総局 報道局。
2023年6月28日付でニュース総局報道局社会部の主任に昇進。
2023年12月18日、フジテレビを休職して米国の大学院に留学することを自身のインスタグラムで発表した。
2024年12月末日　フジテレビを退社。

## 出演番組

### 過去
報道・情報番組
| 期間                               | 期間                               | 番組名                                | 役職                               | 担当日     |
| ---------------------------------- | ---------------------------------- | ------------------------------------- | ---------------------------------- | ---------- |
| 新人時代（研修修了後）             | 新人時代（研修修了後）             | 知りたがり!                           | レギュラー出演                     | 火曜日     |
| 2010年10月4日                      | 2018年3月30日                      | 情報プレゼンター とくダネ!            | プレゼンター                       | 平日       |
| 2010年12月3日                      | 2013年3月29日                      | BSフジLIVE プライムニュース（BSフジ） | グローバルキャスター               | 金曜日     |
| 2010年12月3日                      | 2013年3月29日                      | FNNレインボー発・あすの天気           | キャスター                         | 金曜日     |
| 2013年4月1日                       | 2013年9月27日                      | アゲるテレビ                          | コーナー出演                       | （不定期） |
| 2013年4月5日                       | 2014年3月28日                      | めざましテレビ                        | 番組コーナー『ココ調』担当         | 金曜日     |
| 2013年4月7日                       | 2013年9月29日                      | FNNレインボー発・あすの天気           | キャスター                         | 日曜日     |
| 2016年10月8日                      | 2021年10月2日                      | めざましどようび                      | 情報キャスター兼スポーツキャスター | 土曜日     |
| 2018年4月2日                       | 2020年9月25日                      | 直撃LIVE グッディ!                    | フィールドキャスター               | 平日       |
| 2020年4月5日                       | 2023年9月24日                      | 日曜報道 THE PRIME                    | 情報キャスター                     | 日曜日     |
| 2020年4月10日 および 2020年8月21日 | 2020年6月26日 および 2020年9月25日 | めざましテレビ                        | 臨時サブキャスター                 | 金曜日     |
| 2020年11月18日                     | 2020年11月19日                     | めざましテレビ                        | 代役スポーツキャスター             | 水・木曜日 |
| 2022年3月23日                      | 2022年3月23日                      | FNN Live News days                    | 立本信吾の代役                     | 水曜日     |

実況担当番組・その他
- FNNニュース（2011年12月30日夜、31日朝、2012年12月28日夜、2013年1月1日昼・夕方、2013年12月27日夜、2014年1月3日夜、2016年1月3日夜、12月30日朝・昼、2021年12月29日深夜〈30日未明〉）
- SWALLOWS BASEBALL L!VE（主に金曜日・日曜日の試合）
- スポーツ中継（サッカー、フィギュアスケート）